# Eleutherolaimus parastenosoma
Eleutherolaimus parastenosoma är en rundmaskart som beskrevs av Allgen 1933. Eleutherolaimus parastenosoma ingår i släktet Eleutherolaimus och familjen Linhomoeidae. Inga underarter finns listade i Catalogue of Life.